# Heilige Lanze (Krakau)

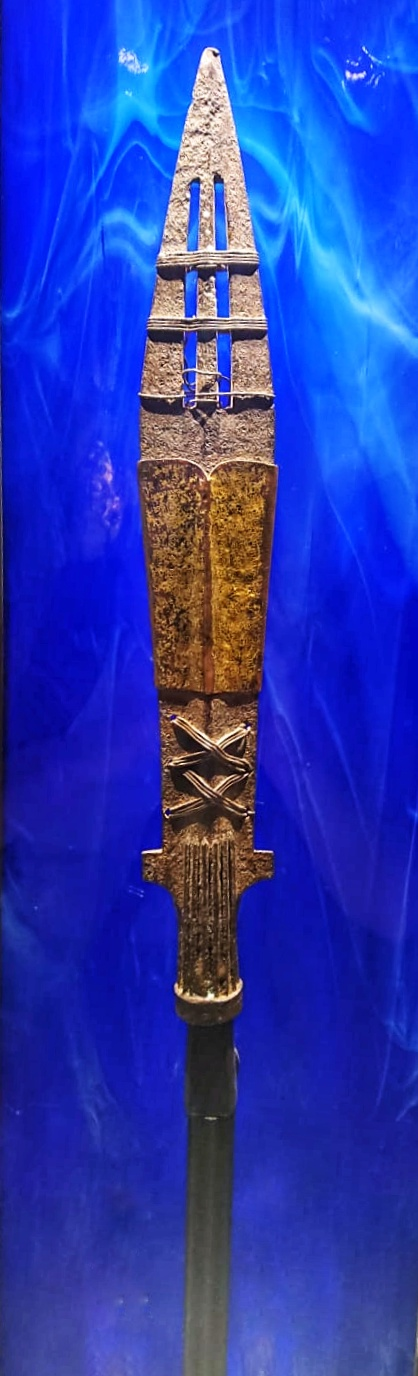
Heilige Lanze in Krakau

Die Krakauer Heilige Lanze (auch Longinuslanze oder Mauritiuslanze) ist eine Kopie der Heiligen Lanze. Sie wurde beim Akt von Gnesen im Jahre 1000 von Kaiser Otto III. dem polnischen Herzog und späteren König Boleslaus dem Tapferen geschenkt. Um 1031 wurde sie wahrscheinlich mit den anderen polnischen Kroninsignien von Herzog Bezprym oder Königin Richeza an Kaiser Konrad II. übergeben, kam jedoch mit Herzog Kasimir dem Erneuerer wieder nach Polen. Seither gehört sie zu den polnischen Kronjuwelen und befindet sich im Kronschatz des Wawel in Krakau. Sie enthält einen Teil eines Nagels, mit dem Jesus ans Kreuz geschlagen worden sein soll, und wurde daher seit spätestens 1206 als Reliquie in der Wawel-Kathedrale in Krakau aufbewahrt, wo sie über dem Bischofsstuhl am Hauptaltar hing. Sie galt im 13. Jahrhundert als Symbol der Einheit des in Teilherzogtümer aufgeteilten Seniorats Polen. Leszek II. und Przemysł II. zeigten sie auf ihren Siegeln.

## Andere Heilige Lanzen
Neben der Heiligen Lanze von Krakau gibt es weitere Exemplare.